# 小行星9589
小行星9589（9589 Deridder）是一颗绕太阳运转的小行星，为主小行星带小行星。该小行星于1990年11月21日发现。

## 轨道参数
小行星9589的轨道半长轴为2.5942285 UA，离心率为0.059。